# Vergennes (Illinois)
Vergennes es una villa ubicada en el condado de Jackson en el estado estadounidense de Illinois. En el Censo de 2010 tenía una población de 298 habitantes y una densidad poblacional de 325,02 personas por km².

## Geografía
Vergennes se encuentra ubicada en las coordenadas 37°54′7″N 89°20′25″O / 37.90194, -89.34028. Según la Oficina del Censo de los Estados Unidos, Vergennes tiene una superficie total de 0.92 km², de la cual 0.91 km² corresponden a tierra firme y (0.56%) 0.01 km² es agua.

## Demografía
Según el censo de 2010, había 298 personas residiendo en Vergennes. La densidad de población era de 325,02 hab./km². De los 298 habitantes, Vergennes estaba compuesto por el 96.31% blancos, el 0.67% eran afroamericanos, el 0.34% eran amerindios, el 0.34% eran asiáticos, el 0% eran isleños del Pacífico, el 0% eran de otras razas y el 2.35% pertenecían a dos o más razas. Del total de la población el 1.68% eran hispanos o latinos de cualquier raza.